# Z-20卡尔·加尔斯特号驱逐舰
Z-20“卡尔·加尔斯特”号（德語：Z 20 Karl Galster）是纳粹德国海军于1930年代末建造的六艘1936型驱逐舰之一，得名于在一战中阵亡的S-22号鱼雷艇艇长、德意志帝国海军上尉卡尔·加尔斯特。该舰于1937年9月14日开始在不来梅的德希马格威悉船厂铺设龙骨，1938年6月15日下水，至1939年3月21日交付使用，在战前的大部分时间都用于训练。
第二次世界大战爆发之初，Z-20号先是被部署在德国海岸附近布设雷区，但很快就被转移到斯卡格拉克海峡，负责检查行经的中立国船舶是否搭载有违禁品。1939年末至1940年初，该舰还协助在英国海岸附近布设了三个进攻性雷区，共导致1艘英国驱逐舰、1艘拖网渔船和20艘商船沉没。1940年4月德国入侵挪威期间，它正在接受改装，之后才被派往挪威执行护航任务。同年晚些时候，Z-20又移驻德占法国，在当地对英国航运展开了数次袭击。经过1941年初返回德国进行改装，该舰于6月作为德国入侵苏联的“巴巴罗萨行动”准备工作的一部分被转移到挪威。它在战役开始时花了一些时间在苏联水域进行破交巡逻，但总体上收效甚微。同年晚些时候，Z-20号又在北极护送了许多行经的德国船队，直到发动机出现问题而不得不回国接受维修。它于1942年中期重返挪威，但在7月因搁浅而严重受损，延至12月才归国。1943年9月，该舰也参与了德国对挪威北极圈以北斯匹次卑尔根岛的袭击（西西里行动）。由于发动机故障，Z-20号从1944年11月至8月期间一直处在维修状态，继而于接下来的六个月里在挪威南部执行护航任务，但并未布设雷区。1945年3月左右，该舰被转移到波罗的海，协助护送从东普鲁士转移的难民船队，并于5月德国投降前后亲自接载撤离人员。
战后，幸存的德国军舰被盟军瓜分，Z-20号最终被分配予苏联，并更名为持久号（俄语：Прочный）。它于1950年被改造成训练舰，继而于1954年沦为一艘宿营船，至四年后拆解报废。

## 设计
Z-20“卡尔·加尔斯特”号的水线长和全长分别为120米和125.1米，有11.8米的舷宽以及最大4.5米吃水深度；其设计排水量为2,411吨，满载时则可达3,415吨。该舰由两台瓦格纳齿轮传动蒸汽轮机提供动力，各负责驱动一副直径为3.25米的三叶螺旋桨。过热蒸汽则由六台瓦格纳水管锅炉供应，可以输出70,000匹軸馬力（52,000千瓦特）的功率。该舰的设计航速为36節（67每小時），但在1939年5月16日的海试中曾以76,500匹軸馬力（57,000千瓦特）达到39節（72每小時）的最高速度。Z-20号最多可贮存739吨燃料油，能够以19節（35每小時）的速度的巡航2,050海里（3,800）。舰只的标准船员编制为10名军官和313名水兵。
该舰装备有五门127毫米34式速射炮，架设在带有炮挡的单装炮座上。其中舰艛的前后各有两门采用背负式布置，第五门则安装在后部舰艛的顶端，并从前到后编为1至5号。防空武器则包括安装在与后部烟囱并排的一对双联装炮座上的四门37毫米30式速射炮和六门单座20毫米30式高射炮组成。此外，该舰还在水上部分的两个四联装动力操纵式底座上安装有八具533毫米鱼雷发射管，每个底座均提供两次重新装填。四个深水炸弹发射器和布雷导轨则安装在艉后部甲板室的两侧，最多可贮存60枚水雷。作为探测潜艇的工具，舰上也搭载有一套称为“群听装置”的被动式水听器，并于1939年底安装了一套主动式声纳系统。

### 改动
1942年，Z-20“卡尔·加尔斯特”号在舰桥上方安装了一台FuMO-24/25型以及两台FuMO-63“霍恩特维尔”型雷达，其中一台取代了后部探照灯。同年还新增了一台FuMB-1“梅托克斯”型雷达探测器。关于该舰防空炮组的改动细节未见有详细的文件记载，但照片证据显示到1944年初已增加了一个四联装的20毫米炮座。在战争结束前，其舰舯部的20毫米炮被两门37毫米M42式高射炮取代，并可能在前部舰艛上加装了双联装的四门20毫米炮。

## 历史
Z-20“卡尔·加尔斯特”号得名于一战期间，即1916年3月25日指挥S-22号鱼雷艇在北海触雷阵亡的前德意志帝国海军上尉卡尔·加尔斯特。它于1936年1月6日由德国国家海军所订购，自1937年9月14日开始在不来梅的德希马格威悉船厂铺设龙骨，建造序列为922。该舰于1938年6月15日下水，至1939年3月21日竣工。Z-20号随即被编入第5驱逐支舰队服役，于7月访问了挪威的翁达尔斯内斯，并于次月参与了鱼雷训练演习。
当第二次世界大战于1939年9月爆发时，Z-20号最初被部署在德意志湾布设防御性雷区。它随后又被派往斯卡格拉克海峡巡逻，以查验来往的中立国船舶是否有搭载违禁品。10月17日至18日夜间，时任鱼雷艇首长的海军少将京特·吕特晏斯搭乘其旗舰Z-21“威廉·海德坎普”号，率领Z-16“弗里德里希·埃科尔特”号、Z-17“迪特尔·冯·勒德尔”号、Z-18“汉斯·吕德曼”号、Z-19“赫尔曼·金内”号和Z-20号前往英格兰东部的亨伯河口附近布设雷区。英国人不知道雷区的存在，就此损失了七艘商船，共计25,825总吨。由于Z-19号的燃料受到海水污染，原定于11月8－9日和10－11日夜间的布雷任务被迫取消。直到12－13日夜间，Z-21号作为此时新设立的驱逐舰首长、海军上校弗里德里希·邦特的旗舰，在Z-18号、Z-19号和Z-20号的伴行下才共同在泰晤士河口布设了288枚磁性水雷。英国人再次没有意识到雷区的存在，损失了布兰奇号驱逐舰和13艘商船，合计48,728总吨。这年余下的时间里，Z-20号都在德意志湾巡逻。
搭乘Z-21号的邦特于1940年1月10日夜晚重新率领Z-20号、Z-4“理夏德·拜岑”号、Z-14“弗里德里希·伊恩”号、Z-16号和Z-22“安东·施米特”号，共同出击前往纽卡斯尔水域布雷。期间Z-14号的锅炉发生故障，使其最大航速降至27節（50每小時），不得不由Z-4号护送回德国。最终这个雷区仅造成一艘251吨重的拖网渔船沉没。
1940年2月16日，英国皇家海军在中立的挪威水域扣押了德国油轮阿尔特马克号上被俘的英国水兵，为了报复这次“阿尔特马克号事件”，德国海军组织了“诺德马克行动”，在北海北部远至设得兰群岛搜寻同盟国商船。其中Z-20号和Z-21号于2月18日出击的初始阶段负责护送战列舰沙恩霍斯特号、格奈森瑙号以及重巡洋舰希佩尔将军号。返航后，Z-20号开始接受改装，工程一直持续到5月27日。
经过4月在纳尔维克海战中遭遇灾难性的驱逐舰损失之后，德国海军对幸存驱逐舰进行了重组，Z-20号就此成为驱逐舰首长的旗舰。6月，该舰的任务是在“朱诺行动”中领导战列舰沙恩霍斯特号、格奈森瑙号以及重巡洋舰希佩尔将军号的护航部队。该行动计划袭击挪威的哈尔斯塔，以减轻德国在纳尔维克驻军的防守压力。相关舰艇于6月8日出击，沿途相继击沉盟军的运兵船奥拉马号（Orama）、油轮油先锋号（Oil Pioneer）和武装拖网船刺柏号，其中Z-20号还协助营救了奥拉马号的幸存者。由于天气恶劣，行动指挥官、海军中将威廉·马沙尔命令希佩尔将军号和全部四艘护航驱逐舰前往特隆赫姆，并于6月9日上午抵达。Z-20号一直留在那里，直到7月25日才为了协助掩护受损的格奈森瑙号而返回基尔。经过短暂的改装后，该舰又于8月14日至9月7日期间协助在北海布设雷区。
作为此时第5驱逐区舰队司令、海军上校弗里茨·贝格尔的旗舰，Z-20号于9月9日调往德占法国，为计划入侵英国的“海狮行动”作准备。该舰自此以布雷斯特为母港，于9月28日至29日夜间在法尔茅斯湾协助布设雷区，致使5艘、共计仅2,026总吨的船舶在这片雷区沉没。10月17日，鱼雷艇首长、海军上校埃里希·拜率领旗舰Z-10“汉斯·洛迪”号和包括Z-20号在内的另外三艘驱逐舰向西南航道出击，遭到一支由两艘轻巡洋舰和五艘驱逐舰组成的英国部队拦截。英国人在极远的距离开火，面对远程鱼雷群射和德国空军轰炸机的攻击，它们被迫脱离交战，未能击中任何德舰。11月24日至25日夜晚，此时已不再担任贝格尔旗舰的Z-20号与Z-4“理夏德·拜岑”号和Z-10号一同，再从布雷斯特出击前往兰兹角地区。途中，它们在狼礁西南遇到了几艘渔船，并与对方交火，但收效甚微。德国人随后发现了一支由三艘商船组成的小型护航船队，Z-20号分别击沉和击伤其中的两艘。炮火的闪光惊动了英国第5驱逐区舰队的五艘驱逐舰，但后者无法在黎明前赶来拦截德国驱逐舰。三天后，德舰再次向同一地区出击。他们遇到了两艘拖船和一艘驳船，但只击沉了前者中的一艘和驳船，总计424总吨。这一次，英国第5驱逐区舰队得以于11月29日06:30左右成功拦截。德国人率先开火，每艘驱逐舰发射了四枚鱼雷，其中仅两枚来自Z-10号的鱼雷击中目标——英国同行标枪号。后者两端中雷，炸毁了舰艏和舰艉，但英国人仍可将其拖曳回港。Z-20号其后于12月5日返抵德国，在威悉明德进行涡轮机大修，工期一直持续到1941年6月9日。

### 北极役期
两天后，该舰成为负责护送试图突破英国封锁的装甲舰吕措号从基尔前往挪威的驱逐舰之一。几架英国博福特式鱼雷轰炸机在途中发现了吕措号及其护航舰，其中一架于6月13日清晨出其不意地发射鱼雷击中装甲舰，迫使其返回德国进行维修。Z-20号随后被派往挪威的希尔克内斯，于7月11日抵达。作为此时第6驱逐区舰队的一份子，它参加了7月12日至13日的一次出击，击沉两艘苏联小型舰艇，但消耗了八成的弹药。在7月22日的另一次出击中，Z-20号曾临时充当区舰队司令、海军中校阿尔弗雷德·舒尔策-欣里希斯的旗舰，因其常用的旗舰Z-10号发生了冷凝器故障。该舰击沉了一艘小型勘探船和一艘飞行艇，在24日返回之前则多次遭到苏联飞机的无果攻击。7月29日，当英国航空母舰胜利号和暴怒号袭击佩察莫和希尔克内斯时，第6区舰队尚在遥远的东方，无法赶在英国舰只离开该地区之前拦截它们。该区舰队此时主责为特罗姆瑟和希尔克内斯之间的船队提供护航；在其中一次任务中，英国潜艇三叉戟号在驱逐舰到场的情况下仍击沉了两艘德国运兵货船——劳拉湾号（Bahia Laura）和多瑙二号（Donau II）。Z-20号从两艘船上救出了500多名幸存者。当Z-10号于9月下旬需要改装时，舒尔策-欣里希斯便将他的将旗转移到Z-20号，直到后者自身的发动机出现问题，并于11月23日启航前往德国接受改装，一直持续到1942年5月5日。
完成改装后，Z-20号成为第8驱逐区舰队司令、海军上校戈特弗里德·珀尼茨的旗舰，并于6月11日驶向特隆赫姆。它是在“跳马行动”中被指派护送战列舰提尔皮茨号的四艘驱逐舰之一，试图袭击前往苏联的PQ-17号北极护航船队。7月2日，这些舰只从特隆赫姆出发展开第一阶段行动，但有三艘被派往护航提尔皮茨号的驱逐舰——包括Z-20号都在黑暗和浓雾中搁浅，被迫返回港口进行紧急维修。该舰损坏了左舷涡轮机，并使左舷螺旋桨轴弯曲。在另外两艘驱逐舰的护航下，它于7月12日仅依靠一台涡轮机驶回基尔。永久性维修工作于11月中旬完成，但Z-20号直到12月8日才重新执行任务，当时它是吕措号前往挪威的护航舰之一，惟途中的风暴侵袭迫使其进入特隆赫姆进行维修，直到1943年1月9日。其后的锅炉损坏又使该舰重返当地船坞至2月27日。
3月11日，Z-20号在前往博根湾的途中掩护了提尔皮茨号，并跟随提尔皮茨号、沙恩霍斯特号和吕措号继续前往阿尔塔峡湾。几周后，该舰与Z-5“保罗·雅各比”号和Z-6“特奥多尔·里德尔”号于3月31日共同驶往扬马延岛，计划与突围舰雷根斯堡号会合。它们搜寻了好几天，直到日益恶劣的天气迫使它们带着风暴损伤返回港口。德国人并不知道，雷根斯堡号已于3月30日遭到一艘英国巡洋舰拦截并击沉。9月，Z-20号还参与了袭击斯匹次卑尔根岛的“西西里行动”，期间曾在岛上卸下部队。两个月后，该舰返回不来梅开始接受彻底检修。

### 后续役期
1944年4月大修完成后，由于右舷涡轮机出现问题，Z-20号被送回船厂进一步检修，直到大约8月，它才开始在挪威南部执行护航任务，并协助在斯卡格拉克海峡布设雷区。该舰一直履行这些职责，惟12月20日至1945年1月13日间在挪威的奥斯陆接受简要的改装。继3月8日在北海协助布设雷区后，Z-20号被调往波罗的海，继续执行护航和巡逻任务。
5月，该舰被派去疏散被苏联军队围困在波罗的海沿岸港口的平民和军队。幸存者会被送往丹麦的哥本哈根。当驻丹麦的德军于5月5日投降时，Z-20号只得将幸存者转移到港湾外的小船上，以避免被俘。在那里，该舰收到了海军元帅卡尔·邓尼茨发出的公开无线电通信，要求“所有去往‘咖喱’的同袍坚持到8日黎明”。邓尼茨选择“咖喱”一词是为了掩饰他希望这些舰艇去执行救援任务的事实。德国舰长们都知道“咖喱”是他们的前海军学院教官、时任驻海尔半岛的海军东波罗的海总司令——奥古斯特·蒂勒中将的昵称。
因此，Z-20号的最后一次任务是回到半岛，这是5月8日仍在德国控制下的为数不多的几个海岸据点之一。当日22:00，即投降生效前两小时，Z-20号、Z-14号、Z-25号与两艘鱼雷艇（T-23号和T-28号）分别接载了1,200至2,000名士兵。午夜时分，身处博恩霍尔姆岛以东的所有德国舰船都被要求返回苏联控制下的港口，但Z-20号凭借其优越的速度，成功摆脱了追击的苏联鱼雷艇，驶向弗伦斯堡。该舰从当地被进一步发往基尔，在那里向英国投降，继而于5月10日停运。

### 战后运用
战后，Z-20号被转移到英国控制下的威廉港，以等待战胜的盟军对幸存德国军舰进行处置。1945年底，盟军三方委员会将该舰分配予苏联，并于1946年2月6日在拉脱维亚的利耶帕亚正式移交。它于11月更名为“持久号”（Прочный），随即被编入红旗波罗的海舰队服役。1950年，持久号被改装成一艘训练舰，然后于1954年11月28日被重归类为宿营船，命名为PKZ-99号。该舰至1958年拆解报废。